# 父部
父部（ふぶ）は、漢字を部首により分類したグループの一つ。
康熙字典214部首では88番目に置かれる（4画の28番目、巳集の4番目）。

## 概要
「父」の字は父や血族のうち世代が上のもの、成年男性への尊称などを意味する。
『説文解字』では手で杖を掲げる様子とするが、甲骨文の研究からは手に石斧を持つ様子に象っていると言われる。『説文解字』では父部はまだ存在していなかった。
偏旁の意符として年輩の男性に関することを示す。
父部は上記のような意符を構成要素とする漢字を収める。ただし、この部に収録される漢字数は多くない。
書体によっては4画目に筆押さえが付く場合がある。これは普通はデザイン差とされるが、漢和辞典で筆押さえがあるものが旧字体であるとされていたり、大規模文字セット等では区別されている場合もある。

## 部首の通称
- 日本：ちち
- 中国：父字頭
- 韓国：아비부부（abi bu bu、ちちの父部）
- 英米：Radical father

## 部首字
父
- 広韻 - 1.扶雨切、麌韻/2.方矩切、麌韻
- 詩韻 - 1.麌韻、上声/2.麌韻、上声
- 三十六字母 - 1.奉母/2.非母
- 日本語 - 音：フ（漢音）・ブ（呉音）・ホ（慣用音） 訓：1.ちち
- 中国語 - ピンイン：1.fù/2.fǔ 注音：1.ㄈㄨˋ/2.ㄈㄨˇ ウェード式：1.fu 4/2.fu 3
- 朝鮮語 - 訓音：아비（abi、ちち） 부(bu)

## 例字
- 父・爷・𤕓・爺